# Masarykovo náměstí (Hradec Králové)
Masarykovo náměstí je náměstí trojúhelníkového půdorysu, které se nachází západně od historického centra Hradce Králové. Jedná se o jedno z nejvýznamnějších náměstí ve městě po Velkém náměstí.
Dominantou náměstí je pomník čs. prezidenta Tomáše Garrigua Masaryka od sochaře O. Gutfreunda (jehož prvního odhalení se prezident osobně účastnil), kterému tvoří pozadí budova bývalé Anglobanky. Budova byla společně s nárožním družstevním domem vyprojektována architektem Josefem Gočárem a realizována stavitelem Josefem Fňoukem ve dvacátých letech 20. století (1922 až 1923). Budova banky má typické vertikálně členěné průčelí s atikou, na níž se střídá obloukovité zakončení a tzv. vlaštovčí ocasy. Nároží jsou konkávně prolomena.
Od náměstí Svobody vede přes Švehlovu ulici, Masarykovo náměstí a ulici Čelakovského pěší zóna k Baťkovu náměstí. V přilehlé ulici Havlíčkova sídlí Český rozhlas Hradec Králové. V jižní části stojí kašna.

## Fotogalerie

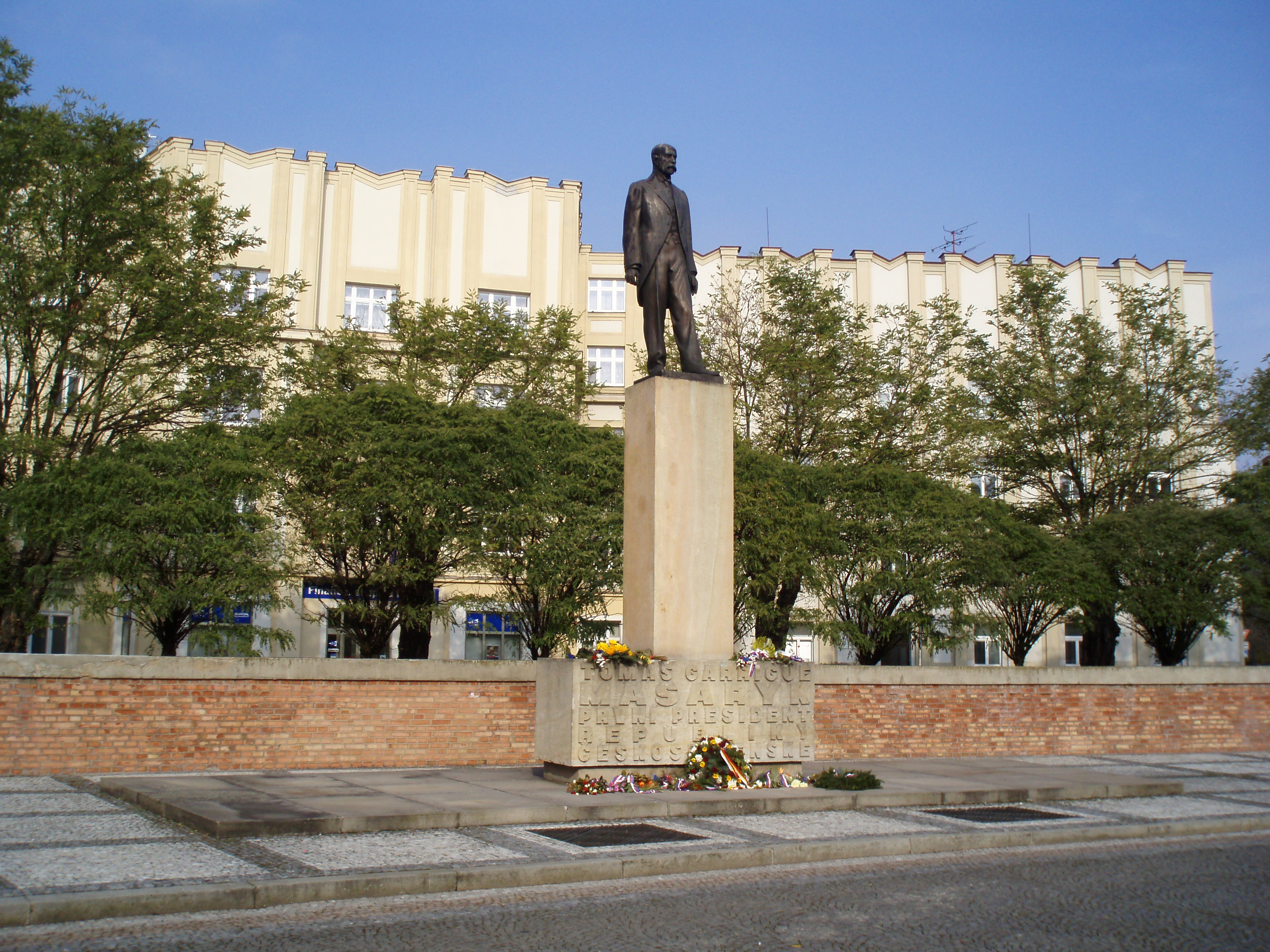
Pomník Tomáše Garrigua Masaryka
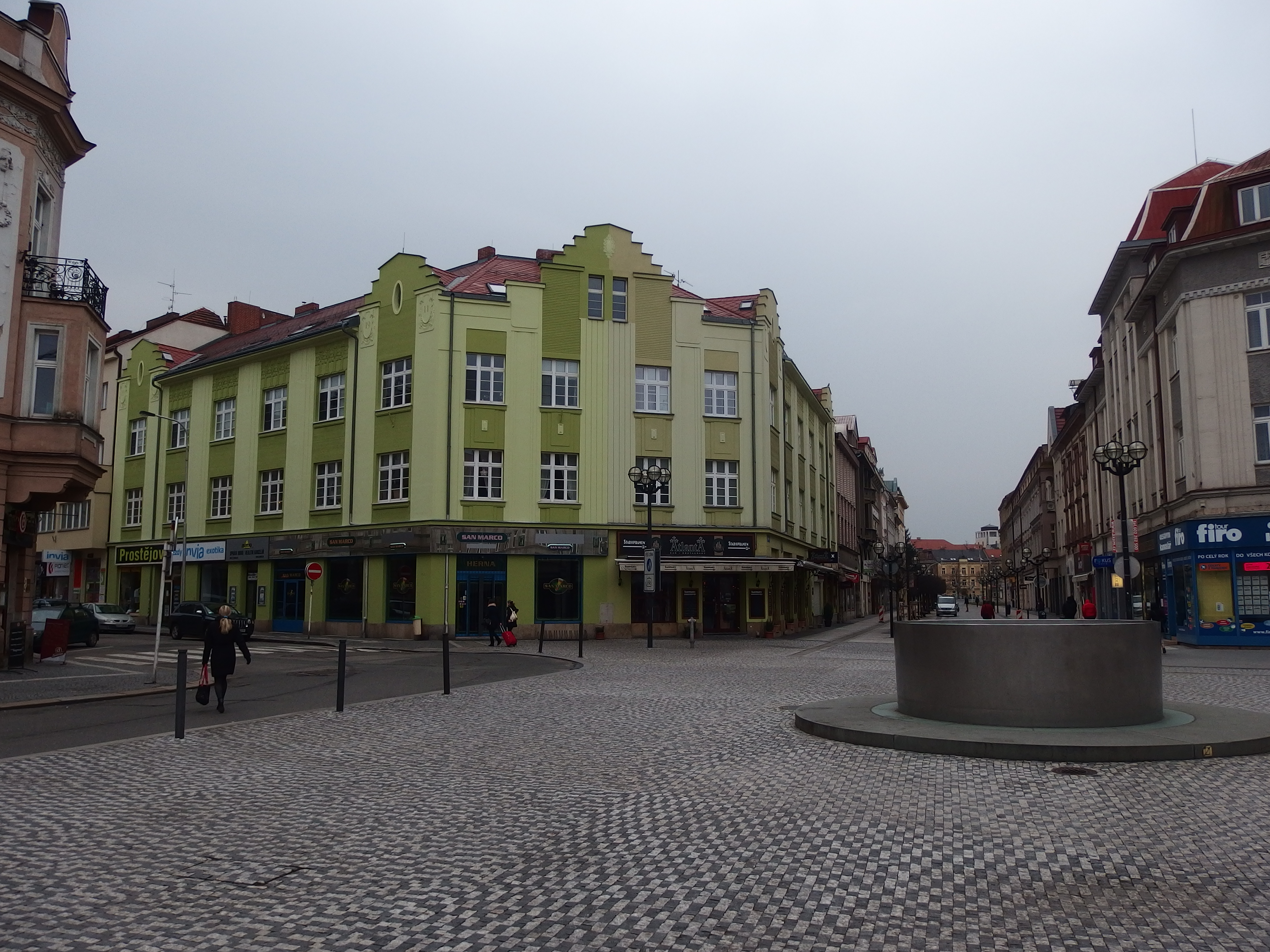
Kašna na náměstí
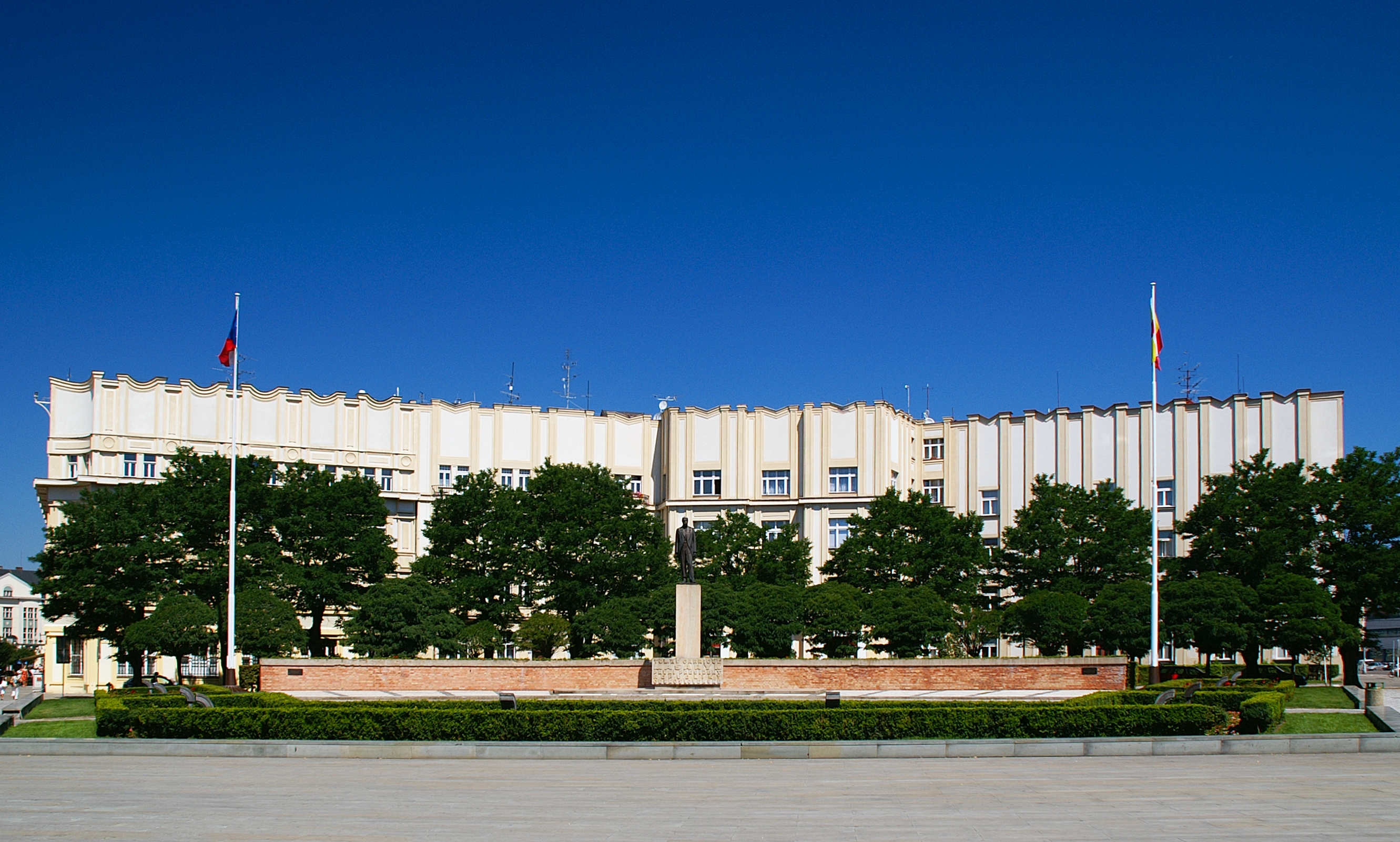
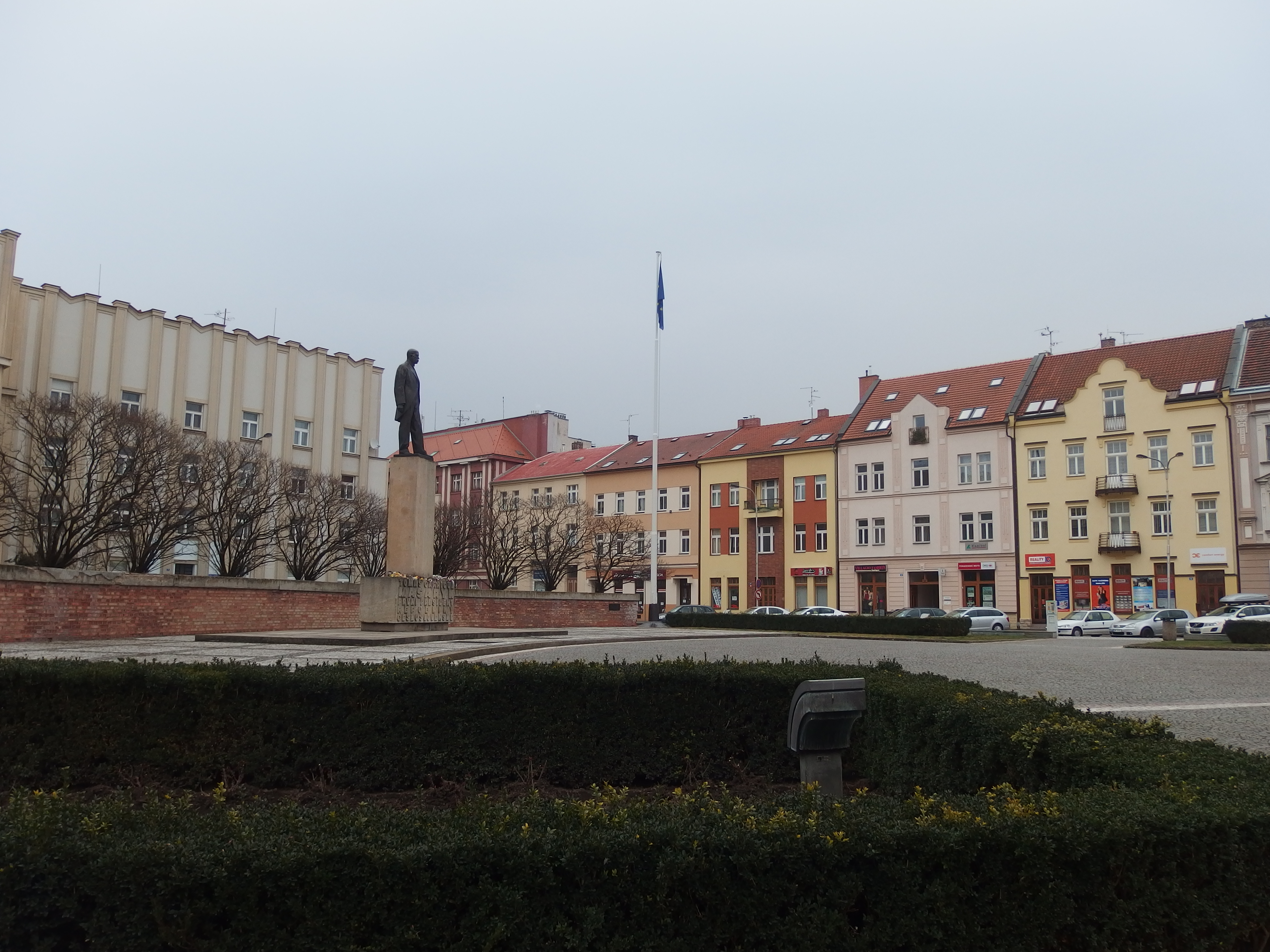
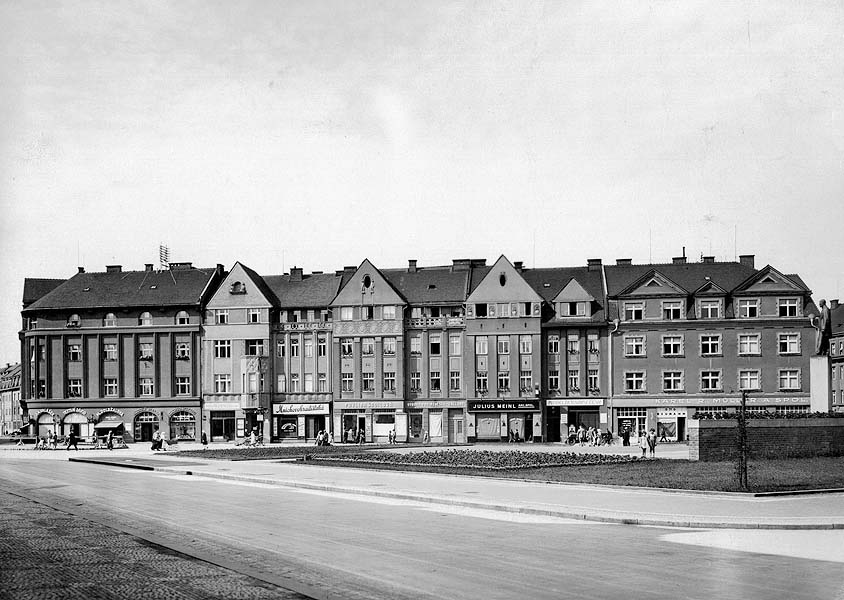
JZ strana náměstí ve 20. letech 20. století